# Diplotaxis siifolia
Diplotaxis siifolia é uma espécie de planta com flor pertencente à família Brassicaceae. 
A autoridade científica da espécie é Kunze, tendo sido publicada em Flora 29: 685. 1846.

## Portugal
Trata-se de uma espécie presente no território português, nomeadamente os seguintes táxones infraespecíficos:
- Diplotaxis siifolia subsp. siifolia - presente em Portugal Continental. Em termos de naturalidade é nativa da região atrás referida. Não se encontra protegida por legislação portuguesa ou da Comunidade Europeia.
- Diplotaxis siifolia subsp. vicentina - presente em Portugal Continental. Em termos de naturalidade é endémica da região atrás referida. Encontra-se protegida por legislação portuguesa ou da Comunidade Europeia, nomeadamente pelo Anexo II e IV da Directiva Habitats.